# Бяла мура
Бялата мура, още молика или морика (на латински: Pinus peuce), е вид в рода Бор (на латински: Pinus). Балкански ендемит.

## Описание
В България бялата мура достига височина 35 m и диаметър около 50 – 60 cm. Короната е тяснопирамидална, с къси, слабо възходящи клони, разположени в прешлени. До около 40 – 50 години кората на бялата мура е гладка, тъмнозелена или зеленикавовиолетова, а след това се напуква плочковидно.
Има тънки, нежни, сивозелени игловидни листа, събрани по 5 в снопче (наречено брахибласт). Мъжките репродуктивни органи са жълтеникави макро спорофити и се появяват в основата на нарастващите клонки. Младите шишарки са зелени или зеленовиолетови, а зрелите – жълтокафяви, цилиндрични по форма. Узряват през октомври на втората година. Семената са с ниска кълняемост и покълват бавно. Бялата мура има ядрова дървесина, с плътност 430 kg/m³.

## Разпространение
Открита е от Аугуст Гризебах през 1839 година в Пелистер. По-късно този вид е намерен и от Виктор Янка в Пирин, в Рила и на други места.
Ендемит на Балканския полуостров. В България се среща в горите на Рила, Пирин, Западни Родопи, Средна Стара планина, Славянка и Витоша, при надморска височина от 1400 до 2100 m.
Бялата мура е често срещана в паркове и големи градини и не се разпространява бързо на големи площи. Това растение може да издържи на -45 °C, както и при излагане на силен вятър.

## Природозащитен статут
- Червен списък на световнозастрашените видове (IUCN Red list) – Почти застрашен (Lower Risk Near Threatened LR/nt) [2]

## Други
На бялата мура е наречена улица в квартал „Драгалевци“ в София (Карта).